# Mainbrücke Goßmannsdorf
Die Mainbrücke Goßmannsdorf ist eine Straßenbrücke in Unterfranken, die bei Flusskilometer 268,83 den Main im Bereich des Unterwassers der Schleuse Goßmannsdorf überspannt. Als Teil der Ortsumgehung Goßmannsdorf verbindet sie die Staatsstraße 2418 auf der linken Mainseite mit der rechtsmainischen Bundesstraße 13. Das Bauwerk hat zwei Fahrstreifen sowie beidseitig Gehwege und auf der Oberstromseite einen Radweg.
Am 8. August 2005 war der feierliche Erste Spatenstich. Am 21. Dezember 2009 folgte die feierliche Freigabe.
Die insgesamt 13,25 m breite Straßenbrücke besitzt zwei Fahrstreifen mit je 3,75 m, einen oberstromigen Geh- und Radweg mit 3,5 m sowie einen unterstromigen Gehweg mit 1,75 m Breite. Das Bauwerkssystem ist in Längsrichtung ein 234 m langer Durchlaufträger, der in fünf Felder mit Stützweiten von 37,0 m, 42,0 m, 55,0 m, 55,0 m und 45,0 m unterteilt ist. In Querrichtung ist ein einzelliger, 13,25 m breiter Hohlkasten mit einer konstanten Konstruktionshöhe von 3,0 m vorhanden.
Die Pfeiler und Widerlager des Bauwerks stehen auf rund 1500 m Großbohrpfählen mit 1,5 m Durchmesser, die bis auf den in tiefen Lagen anstehenden Kalksteinfels hinabreichen. Die Pfahllängen betragen zwischen 45,0 m und 55,0 m. Für den Pfeiler im Wehrarm wurde zur Herstellung der Gründung und Pfeiler temporär vom Ufer aus ein Damm geschüttet.
Der Brückenüberbau wurde im Taktschiebeverfahren ohne Hilfsstützen in neun Takten mit Längen zwischen 14,5 m und 29,1 m hergestellt.